# Kevin Harris
Kevin Harris (Hinesville, 17 novembre 2000) è un giocatore di football americano statunitense che milita nel ruolo di running back per i New England Patriots della National Football League (NFL).

## Carriera

### New England Patriots
Harris al college giocò a football a South Carolina. Fu scelto dai New England Patriots nel corso del sesto giro (183º assoluto) del Draft NFL 2022. Fu svincolato il 30 agosto 2022 e rifirmò con la squadra di allenamento il giorno successivo. Fu promosso nel roster attivo il 13 ottobre. Nella settimana 14 contro gli Arizona Cardinals segnò il suo primo touchdown su una corsa da 14 yard nella vittoria per 27–13. La sua stagione da rookie si chiuse con 5 presenze, di cui una come titolare, con 52 yard corse e una marcatura 52.